# Peter Glotz
Peter Glotz (6. března 1939 Cheb – 25. srpna 2005 Zürich) byl německý sociálně demokratický politik (SPD), publicista, politolog, vysokoškolský pedagog a mediální teoretik.
Pocházel z česko-německého manželství, po roce 1945 byla jeho rodina odsunuta do Německa.
V letech 1974 až 1977 byl parlamentním státním sekretářem na spolkovém ministerstvu pro vzdělání a výzkum, 1977 až 1981 senátorem pro vědu a výzkum v Západním Berlíně, 1981 až 1987 působil ve funkci spolkového jednatele strany SPD; v letech 2000 až 2003 pracoval jako profesor na universitě v St. Gallen ve Švýcarsku.
V roce 2002 byl zástupcem spolkové vlády v Evropském konventu. Spolu s E. Steinbachovou byl předsedou nadace Centrum proti vyhnání (Zentrum gegen Vertreibungen).

## Publikace
výběr
- Buchkritik in deutschen Zeitungen. Hamburg: Verlag für Buchmarkt-Forschung 1968.
- Der Weg der Sozialdemokratie – polemische Auseinandersetzung des Autors mit den Jusos in seinem Wahlkreis
- Die deutsche Rechte, Eine Streitschrift, DVA
- Manifest für eine euroäische Linke, 1984 (Manifest pro evropskou levici)
- Der Irrweg des Nationalstaats, Europäische Reden an ein deutsches Publikum, DVA
- Die Linke nach dem Sieg des Westens, DVA 1992
- Die Benachrichtigung der Deutschen, FAZ Institut 1998
- Die beschleunigte Gesellschaft: Kulturkämpfe im digitalen Kapitalismus, Kindler 1999
- Von Analog nach Digital: Unsere Gesellschaft auf dem Weg zur digitalen Kultur, Huber 2000
- Ron Sommer: Der Weg der Telekom, Hoffmann und Campe 2001
- Die Vertreibung – Böhmen als Lehrstück, Ullstein 2003
- Der Wissensarbeiter, Huber 2004
- Online gegen Print – Zeitung und Zeitschrift im Wandel, UVK 2004
- Von Heimat zu Heimat. Erinnerungen eines Grenzgängers, Econ 2005